# 狹角叉吻魴鮄
狹角叉吻魴鮄，為輻鰭魚綱鮋形目牛尾魚亞目黃魴鮄科的其中一種，分布於西太平洋區的日本南部及南海；東太平洋的夏威夷群島海域，棲息深度200-662公尺，體長可達32公分，為底棲性魚類，屬肉食性。

## 擴展閱讀
維基物種上的相關：狹角叉吻魴鮄